# 穆列什河畔沃勒迪亞鄉
46°01′N 22°09′E / 46.017°N 22.150°E
穆列什河畔沃勒迪亞鄉（羅馬尼亞語：Comuna Vărădia de Mureș, Arad），是羅馬尼亞的鄉份，位於該國西部，由阿拉德縣負責管轄，面積119平方公里，海拔高度174米，2011年人口1,755，人口密度每平方公里18人。